# Tanjungkenongo
Tanjungkenongo is een bestuurslaag in het regentschap Mojokerto van de provincie Oost-Java, Indonesië. Tanjungkenongo telt 2292 inwoners (volkstelling 2010).